# Ifṭār
L'ifṭār (in arabo إفطار‎?) è il pasto serale consumato dai musulmani che interrompe il loro digiuno quotidiano durante il mese islamico del Ramadan. L'ifṭār è celebrato dopo aver recitato la salat al-Maghrib (preghiera canonica del Tramonto). La tradizione vuole che vengano mangiati dei datteri, in ricordo della maniera in cui il profeta Maometto spezzò il digiuno.

## Bangladesh

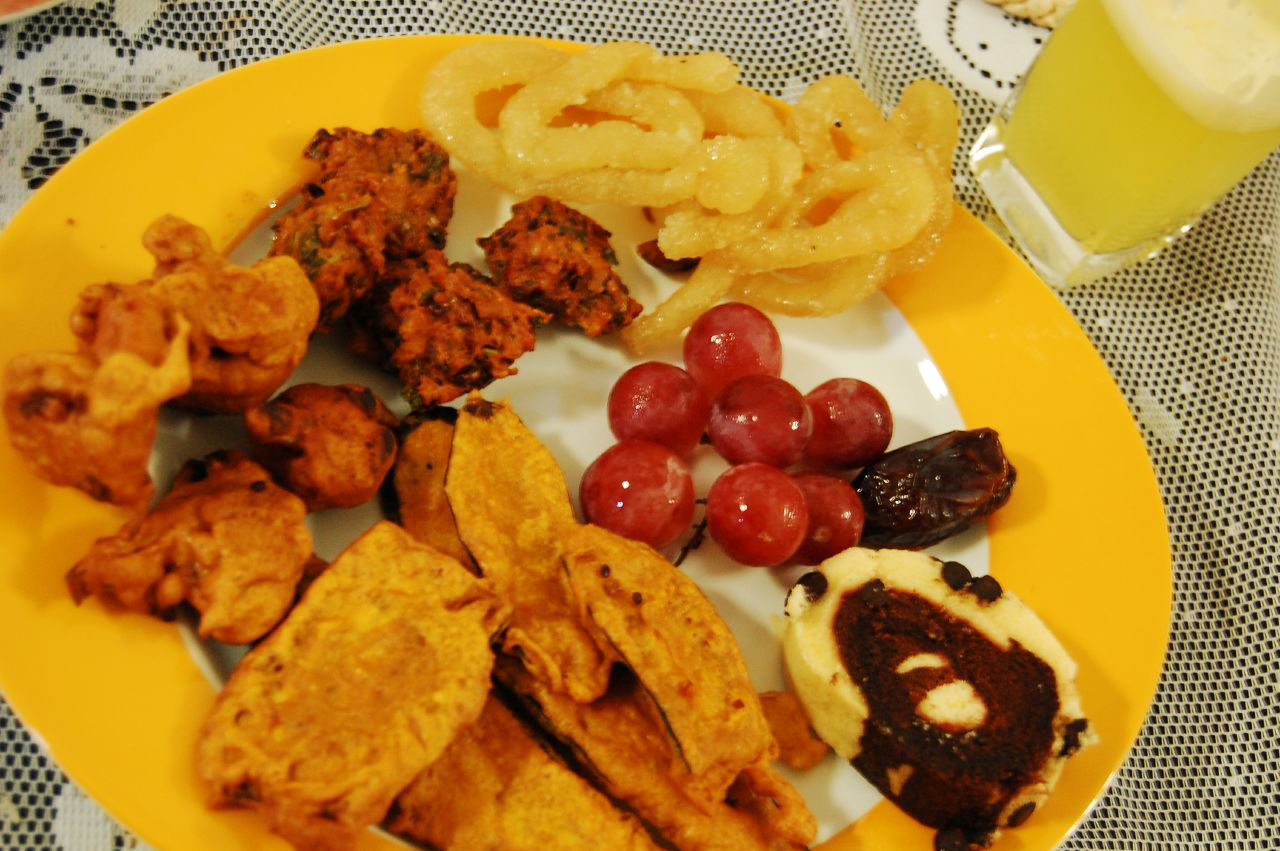
Piatto tipico dell'ifṭār bengalese

In Bangladesh, per celebrare l'ifṭār viene preparata una grande varietà di cibi. Alcuni tipici della cucina bengalese, come piyaji, beguni, jalebi, lenticchie gialle (spesso lessate in acqua e speziate con cipolla, aglio e peperoncino), halim, samosa, mughlai paratha (un tipo di paratha con carne macinata e spezie, pitha, dolci locali e differenti tipi di frutta come l'anguria). Le bevande più usuali sono la sharbat al limone e la Rooh Afza.

## India
In India, i preparativi per l'ifṭār hanno inizio ore prima, sia nelle case sia nei mercati lungo la strada.
In alcuni Stati del sud, come Tamil Nadu o Kerala, i musulmani sono soliti rompere il digiuno con il nonbu kanji (fatto con riso, cocco, dhal e, a volte, carne di montone), spesso servito assieme a bonda, pakora e vadai. I vegetariani sono soliti mangiare una portata nota come surkumba, derivata dal latte.
Negli Stati del nord, come Delhi, Uttar Pradesh, Madhya Pradesh e West Bengal, come da tradizione, il pasto si apre con datteri, seguiti da frutta fresca, succhi di frutta e cibi fritti come samosa e pakora.

## Iran
In Iran, la gamma di cibi a disposizione per l'ifṭār è ristretta. Gli elementi più comuni del pasto sono: čai (tè, solitamente tè Darjeeling), nun (pane, solitamente lavash o barbari), panir (formaggio), verdura fresca, dolci (come li bamiyeh o l'halva) e datteri.